# OQ-4靶機
Brunswick-Balke-Collender OQ-4是一款由美國賓士域集團研製的無人靶機原型機。

## 發展
OQ-4是賓士域集團在航空產業的一次嘗試（該集團主業為船隻製造，尤其是遊艇)。儘管賓士域製造了幾架原型機，但最終並未投入量產。原因猜測為無線電飛機公司的OQ-2產量已經足夠應付需求量，而OQ-4的設計與OQ-2相似，因此不需要另一條生產線。